# Gyurma
A gyurma (más néven plasztilin vagy pongóviasz) egy modellezésre szolgáló műanyag, amelynek összetétele olaj, agyag és viasz (festés nélkül alapszíne barna).
A gyurma alapvető jellemzője az agyaggal, a play-doh-val vagy a DAS-szal ellentétben, hogy tartósan megőrzi képlékenységét anélkül, hogy megkeményedne.

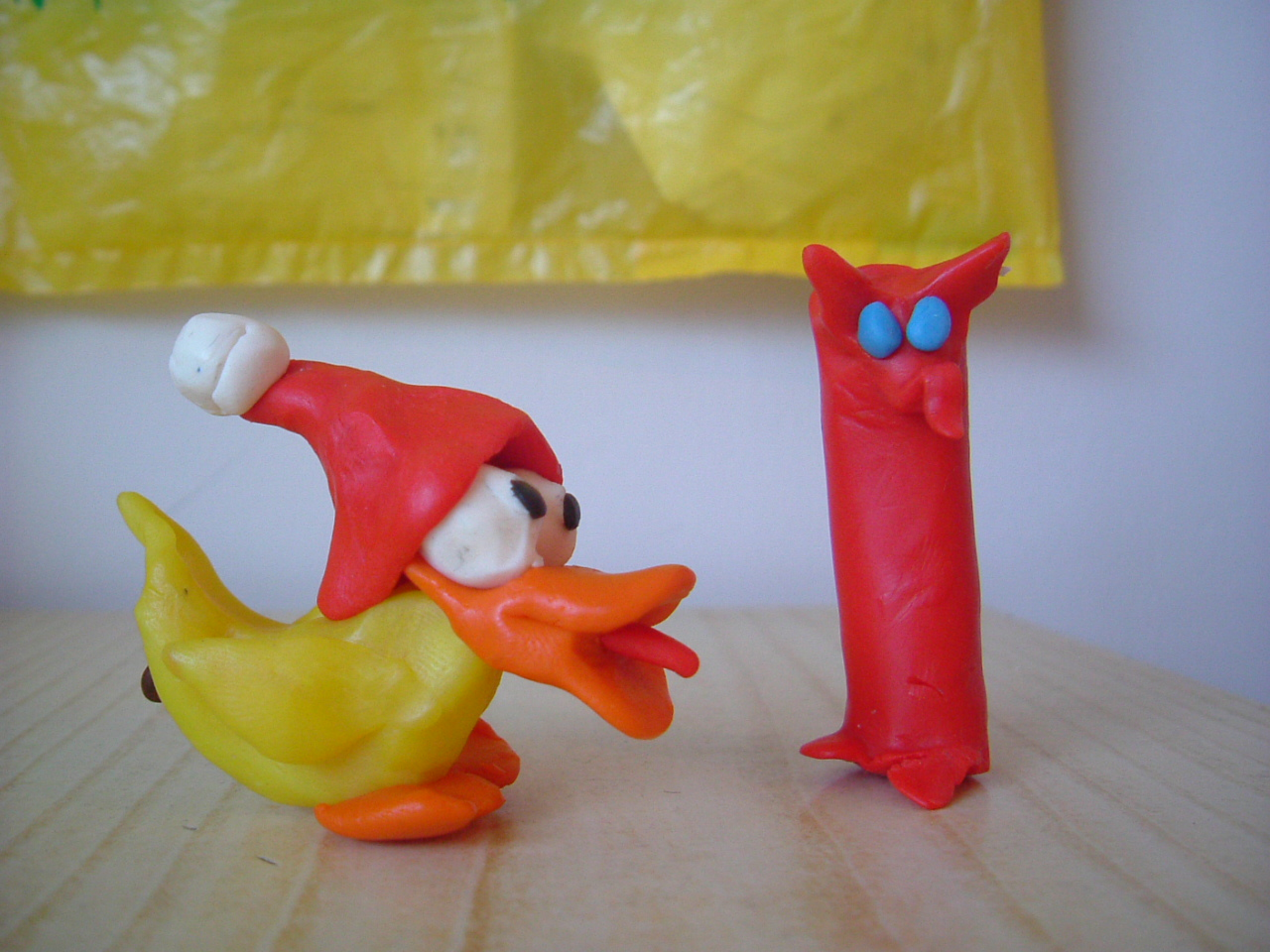
Gyurmából készült tárgyak

Egyesek azt állítják, hogy a gyurmát Franz Kolb találta fel, mivel 1880-ban ő árulta a Kunst-Modelliertont („mesterséges modellező agyagot”) Németországban, és bár találmánya hasonló volt, a ma ismert gyurmát William Harbutt művészetprofesszor találta fel Bathamptonban, Bath közelében (Anglia) 1897-ben. A gyurma 1908 óta népszerű az egész világon. Gyermekek által is szívesen használt formázóanyag.

## Gyurmafilmezés
A gyurmát az animációs filmezés világában is használják a claymation nevű technikával, az angol clay és animation szavakból. Fusako Yusaki munkái ezen a területen híresek a Fernet Branca-reklámokról, amelyeket 1971-ben Arany Bagattóval, a legjobb olasz televíziós reklámok díjával, valamint 1972-ben a Cannes-i Nemzetközi Reklámfesztivál Bronz Oroszlánjával ismerték el. Nick Park nagy sikert aratott, két Oscar-díjat nyert a legjobb animációs rövidfilm kategóriában Wallace és Gromit: A bolond nadrág (1994) és Wallace és Gromit: Birka akció (1996) gyurmából készült filmjével.

## Fordítás
Ez a szócikk részben vagy egészben  a   Plastilina című olasz Wikipédia-szócikk fordításán alapul.  Az eredeti cikk szerkesztőit annak laptörténete sorolja fel. Ez a jelzés csupán a megfogalmazás eredetét és a szerzői jogokat jelzi, nem szolgál a cikkben szereplő információk forrásmegjelöléseként.